# Frasin comun
Frasinul comun (Fraxinus excelsior L.), cunoscut și sub numele de frasin european, este o specie din genul Fraxinus, nativă în majoritatea statelor Europei, din Portugalia până în Rusia, cu excepția nordului Scandinaviei și sudului Iberiei. De asemenea, este considerată nativă în Asia de sud-vest, din nordul Turciei, până la lanțul muntos al Caucazului. În nord ajunge până în regiunea Trondheimsfjord din Norvegia. Specia este larg cultivată și naturalizată în Noua Zeelandă și în locații din Statele Unite și Canada (Nova Scotia, New Brunswick, Quebec, Massachusetts, Connecticut, New York, New Jersey, Maryland, Ontario, Ohio, Kentucky și British Columbia).

## Galerie
| Frunză | Flori | Fructe | Copac tânăr |